# Gennaro Di Napoli
Gennaro Di Napoli (* 5. března 1968 Neapol) je bývalý italský atlet, běžec, který se věnoval středním a dlouhým tratím, dvojnásobný halový mistr světa v běhu na 3000 metrů.

## Kariéra
Jeho prvním úspěchem na mezinárodních soutěžích bylo druhé místo v běhu na 1500 metrů na mistrovství Evropy v roce 1990 ve Splitu. O rok později doběhl ve finále světového šampionátu v Tokiu ve finále běhu na 1500 metrů osmý. V roce 1992 se stal halovým mistrem Evropy v běhu na 3000 metrů, v následující sezóně zvítězil na stejné trati na světovém halovém šampionátu. Tento titul obhájil v roce 1995. Startoval celkem třikrát na olympijských hrách – zde však na medaili nedosáhl.

## Osobní rekordy
- 800 m – 1:45,84 (1990)
- 1500 m – 3:32,78 (1990)
- 5000 m – 13:17,46 (1995)
- 3000 m – 7:39,54 (1996)